# Шутрук-Наххунте I
Шутрук-Наххунте I (д/н — бл. 1155 до н. е.) — цар Аншану і Суз (Еламу) близько 1185—1155 років до н. е. Ім'я перекладається як «Той, кого веде Наххунте вірним шляхом»

## Життєпис
Син царя Халлутуш-Іншушинака. Відомий численними походами. Спочатку остаточно підпорядкував еламські землі. За цим підкорив міста Теїда, Хашмар, Шахнам, розташування яких не цілком зрозуміла, але відомо, що в часи розгардіяшу з 1215 року до н. е. їх володарі грабували Елам. Серед захопленої здобичі в написі царя значиться 30 мір міді і 2455 мір зерна.
Процеси зміцнення та відбудови держави тривали до 1170-х років до н. е. В цей час відбувається відновлення потуги Ассирії й нове послаблення Вавилонії, цар якої Мардук-апла-іддіна I близько 1166 року до н. е. зазнав поразки від ассирійців.
Близько 1160 року до н. е. Шутрук-Наххунте I переправився через річку Керхе і, пройшов область Дер і вдерся в межі Вавилонського царства в долині річки Діяла. За цим рушив на південь, де розграбував основні міста на Шумеру, а потім став загрожувати самому Вавилону, де Мардук-апла-іддіну I було повалено. Еламіти за цим захопили та пограбували міста Дур-Курігальзу, Сіппар, Опіс, Аккад і Ешнунну. Близько 1158 року до н. е. Шутрук-Наххунте I захопив Вавилон, повалив царя Забаба-шум-іддіна, поставивши намісником свого сина Кутір-Наххунте. Вавилонії було встановлена величезна данина — 120 талантів (близько 3600 кг) золота і 480 талантів (14 400 кг) срібла, а також зерно і худобу. У Сіппарі Шутрук-Наххунте I захопив обеліск зі кодексом царя Хаммурапі. Цар Еламу наказав 7 з 51 стовпчиків стерти. Також з Аккаду вивіз Стелу перемоги Нарам-Сіна (на ній власною рукою зробив напис еламською мовою).
Невдовзі в Вавилонії почалося повстання, яке тривало 3 роки. Зрештою еламські війська здобули повну перемогу, а Вавилон з іншими містами стали частиною середньоеламського царства. також статую вавилонського бога Мардука було вивезено до Суз.
Помер Шутрук-Наххунте I близько 1155 року до н. е. ому спадкував старший син Кутір-Наххунте II.

## Будівельна діяльність
Спочатку наказав перевести до Суз усі найвеличніші стели з Аяхітека (біля сучасного Ісфагана), Аншана, Дур-Унташа розмістивши їх в храмі бога Іншушинака. Наказав відновити храми богині Кіріріше в Ліяні, який було зведено в часи царя Хумбан-нумени I, богині Манзат в Сузах.